# Lymanopoda insula
Lymanopoda insula är en fjärilsart som beskrevs av William Chapman Hewitson 1874. Lymanopoda insula ingår i släktet Lymanopoda och familjen praktfjärilar. Inga underarter finns listade i Catalogue of Life.